# Distretto di Kamikawa (Tokachi)
Il distretto di Kamikawa (上川郡?) è uno dei distretti della sottoprefettura di Tokachi, Hokkaidō, in Giappone.
Attualmente comprende i comuni di Shimizu e Shintoku.